# Paolo Fiorino
Paolo Fiorino (Palmi, 16 maggio 1938) è un attore italiano.

## Filmografia
- Sergente d'ispezione, regia di Roberto Savarese (1958)
- Perfide ma... belle di Giorgio Simonelli (1958)
- Simpatico mascalzone, regia di Mario Amendola (1959)
- Le cameriere, regia di Carlo Ludovico Bragaglia (1959)
- I ragazzi del juke-box, regia di Lucio Fulci (1959)
- La scimitarra del Saraceno, regia di Piero Pierotti (1959)
- Il furto della Gioconda, regia di Renato Castellani (1978) - Tv
- Prova d'orchestra, regia di Federico Fellini (1978)
- Improvviso, regia di Edith Bruck (1979)
- I miracoloni, regia di Francesco Massaro (1981)
- Porca vacca, regia di Pasquale Festa Campanile (1982)
- Pè sempe, regia di Gianni Crea (1982)
- Quer pasticciaccio brutto de via Merulana, regia di Piero Schivazappa (1983) - Tv
- Profumo di classe, regia di Giorgio Capitani (1984) - Tv
- La croce dalle sette pietre, regia di Marco Antonio Andolfi (1987)
- Faida, regia di Paolo Pecora (1988)
- Petalo di rosa, regia di Adriana Lamacchia (1992)
- La corsa dell'innocente, regia di Carlo Carlei (1993)
- La scalata, regia di Vittorio Sindoni - miniserie TV (1993)
- Angelo nero, regia di Roberto Rocco (1998) - Tv
- Tobia al caffè, regia di Gianfranco Mingozzi (2000)
- Il cuore altrove, regia di Pupi Avati (2003)
- La rivincita di Natale, regia di Pupi Avati (2004)
- Ma quando arrivano le ragazze?, regia di Pupi Avati (2005)
- La contessa di Castiglione, regia di Josée Dayan (2006) - Tv
- Il papà di Giovanna, regia di Pupi Avati (2008)
- Artemisia Sanchez, regia di Ambrogio Lo Giudice (2008) - Tv